# ریچ مولینس
ریچ مولینس (انگلیسی: Rich Mullins؛ ۲۱ اکتبر ۱۹۵۵ – ۱۹ سپتامبر ۱۹۹۷) یک موسیقی‌دان اهل ایالات متحده آمریکا بود.
 وی بین سال‌های ۱۹۸۱ تا ۱۹۹۷ میلادی فعالیت می‌کرد.